# لااتو (ایندیانا)
لااتو (به انگلیسی: LaOtto) یک منطقهٔ مسکونی در ایالات متحده آمریکا است که در شهرستان نوبل، ایندیانا واقع شده‌است. لااتو ۲۶۶ متر بالاتر از سطح دریا واقع شده‌است.